# سیه بنوییه
سیه بنوییه روستایی است کوهستانی و سردسیر در دهستان سیه بنوئیه بخش مرکزی شهرستان رابر استان کرمان ایران است.

## مکان‌های دیدنی
- باغ‌های معروف باقرآباد
- آبادی چهران
- دهمموییه

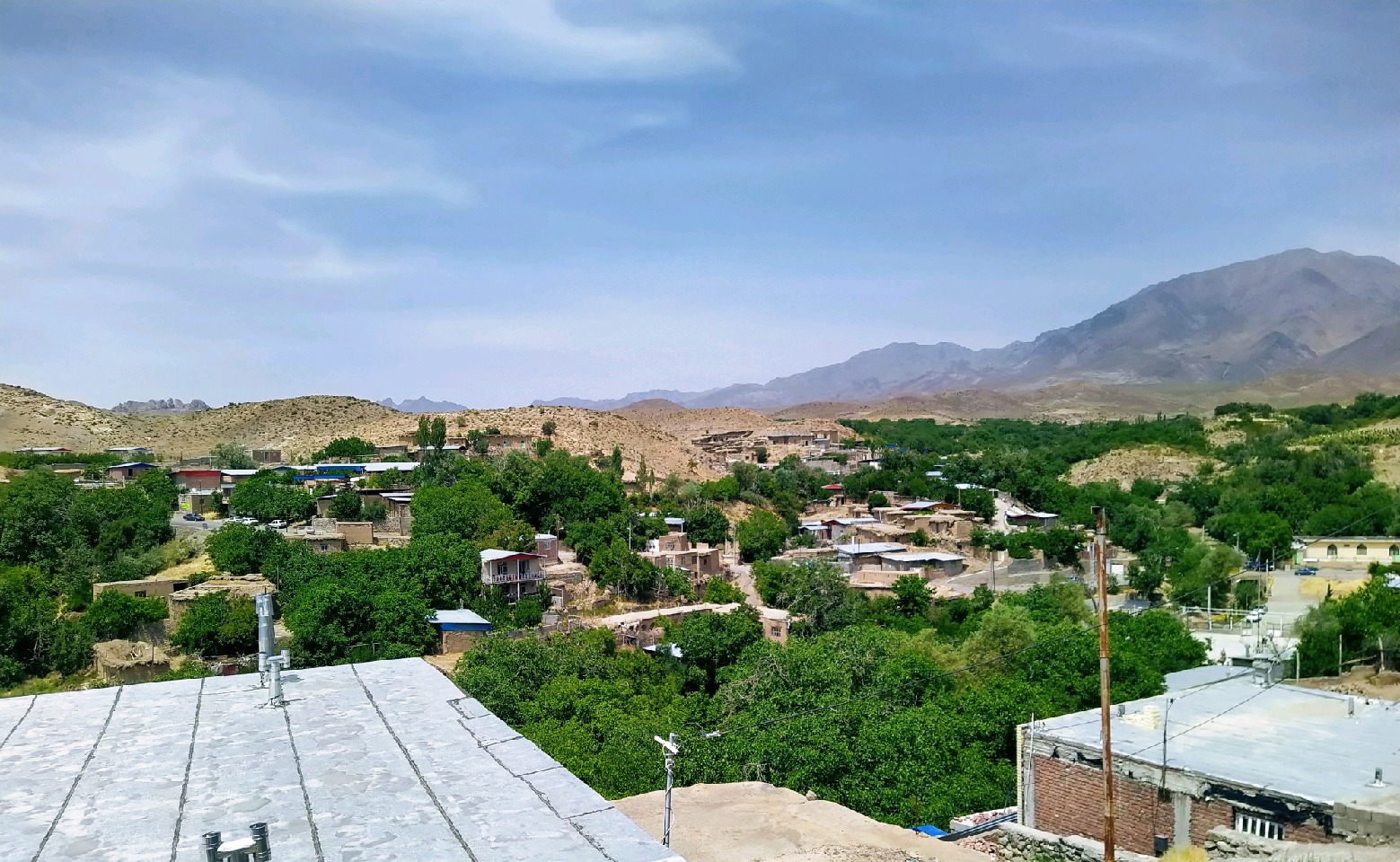
روستای سیه بنوئیه

- آبشار بیدگمنوییه که از ارتفاع ۷۵متر اب سرازیر می‌شود.
- ریزنگماه به زبان محلی دیزما دارای رودخانه دائمی و غار مموشا

## جمعیت
بر پایه آخرینسرشماری عمومی نفوس و مسکن جمعیت این روستا ۵۷۵۱ نفر بوده است.

## محصولات
محصولات شاخص کشاورزی این روستا گردو، زردآلو، آلبالو، سیب است اما سایر میوه جات سردسیری نیز در این روستا وجود دارد.